# Richtersveld
Richtersveld est une région constituée de déserts montagneux dans le nord-ouest de l’Afrique du Sud, province du Cap-Nord. Le peuple Nama (issu des KhoiKhoi) y prospère depuis 2000 ans. Leurs maisons portables (appelées haru Oms) sont couvertes de nattes de jonc. Le sud du Parc transfrontalier du Richtersveld est inscrit sous la dénomination de paysage culturel et botanique du Richtersveld sur la liste du patrimoine mondial de l’UNESCO depuis 2007.

## Le paysage

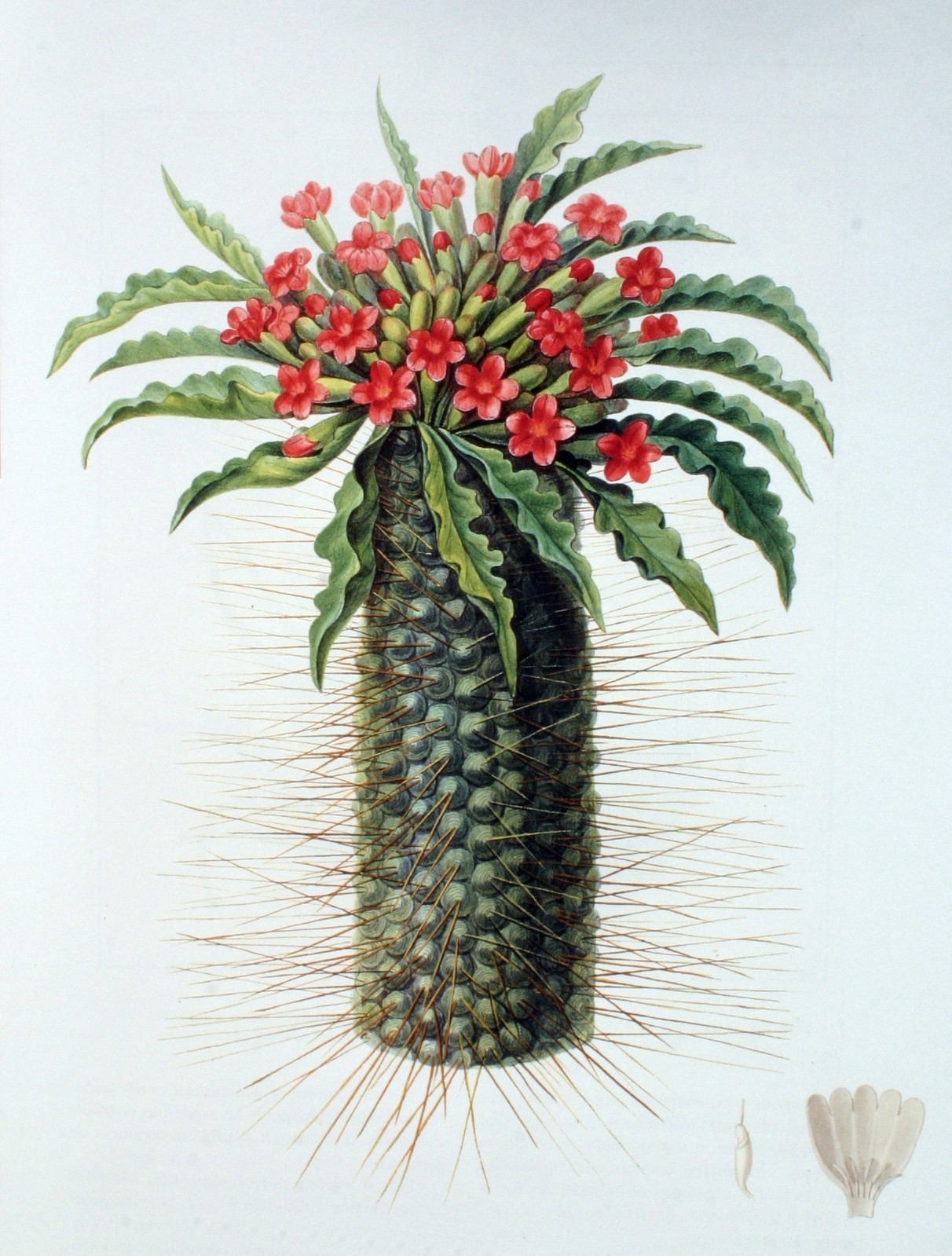
L’arbre « demi-homme »

Le paysage contient une des flores désertiques les plus riches du monde. Des jardins de pierres miniatures s’y sont formés naturellement. On y trouve également des montagnes de roches volcaniques et un paysage plus luxuriant autour du fleuve Orange, à la frontière de la Namibie. 
Dans le désert, l’eau est rare et ne provient que des rosées matinales qui succèdent aux nuits fraîches, appelées Ihuries et Malmokkies par les Nama. Cette humidité relative permet à des reptiles, des oiseaux et quelques petits mammifères d’y survivre. 
Le paysage désertique, qualifié par certains de « martien », connaît de fortes chaleurs en été (53 °C y ont déjà été relevés). Une grande variété de plantes (environ 650 espèces), certaines endémiques, s’y sont développées (comme le Pachypodium namaquanum qu’on ne trouve nulle part ailleurs dans le monde). Il n’y a pas de route dans le parc. On ne peut y accéder qu’en 4X4.